# هرامة (بني مطر)

تعديل مصدري - تعديل

هرامة هي إحدى قرى عزلة الحدب بمديرية بني مطر التابعة لمحافظة صنعاء، بلغ تعداد سكانها 428 نسمة حسب تعداد اليمن لعام 2004.